# Catherine Hamlin
Catherine Hamlin (Sídney, Australia; 24 de marzo de 1924-Adís Abeba, Etiopía; 18 de marzo de 2020) fue una médica obstetra y ginecóloga australiana quien, junto a su marido el doctor Reg Hamlin, cofundó el Hospital de Fístula de Adís Abeba (Addis Ababa Fistula Hospital), el único centro médico del mundo dedicado exclusivamente a proveer gratuitamente cirugías para la reparación de la fístula obstétrica a mujeres pobres que sufrieron lesiones de parto. Hamlin también cofundó una organización caritativa llamada Hamlin Fistula.
El Fondo de Población de las Naciones Unidas ha reconocido a Hamlin como una pionera en la cirugía de la fístula por sus contribuciones al desarrollo de técnicas y procedimientos para el tratamiento de la fístula obstétrica. Ella, su marido y el personal médico del hospital han tratado a más de 34 000 mujeres. Fue nominada dos veces al Premio Nobel de la Paz: en 1999 y en 2014.

## Reconocimientos
Hamlin fue galardonada en los asociaciones médicas de Australia, Inglaterra y Estados Unidos. El 26 de enero de 1983, fue nombrada Miembro de la Orden de Australia por sus servicios en ginecología en países en desarrollo. y el 26 de enero de 1995, Hamlin fue galardonada con el honor más alto de Australia, siendo promovida al grado de Compañera de la Orden de Australia.
El 1 de enero de 2001, fue galardonada con la Centenary Medal, un premio otorgado por el gobierno de su país, que reconoció su "largo y servicio excelente al desarrollo internacional en África".
Es autora del libro  The Hospital by the River: A Story of Hope (El Hospital cerca del Río: Una Historia de Esperanza), que se volvió un best-seller.  En el New York Times, el ganador del Premio Pulitzer Nicholas Kristof, la describió como una "Madre Teresa" moderna.
Hamlin apareció en el programa de televisión de Oprah Winfrey en enero de 2004, y el episodio fue incluido en la colección antológica de 20 años de Winfrey. La conductora viajó al hospital y filmó un episodio de su programa, emitido en diciembre de 2005. 
El documental de 2007, "A Walk to Beautiful", relata el trabajo social de Hamlin, y cuenta con la aparición de cinco mujeres etíopes que fueron tratadas y curadas por la doctora y su equipo en el Hospital de Fístula de Addis Abeba. En el 2009 fue galardonada con el Right Livelihood Award, conocido como el "Premio Nobel alternativo".

## Obra
- The Hospital by the River: A Story of Hope. Oxford 2004

- Australian Stories of Life. Sydney 2005 (coautor)

- Das Krankenhaus am Fluss. BoD, Bruchsal 2013, ISBN 978-3-7322-4468-3